# Середньолитовська низовина

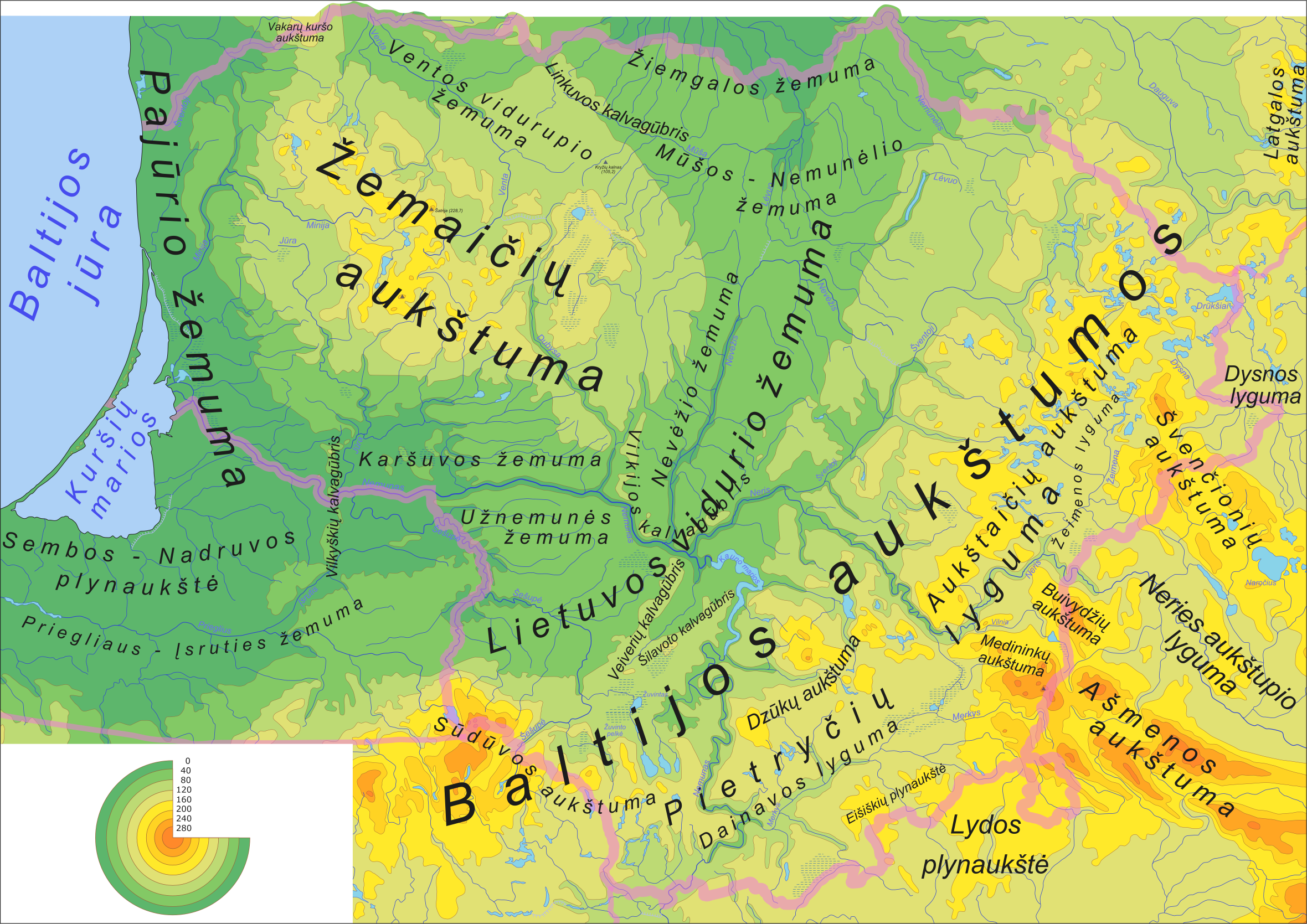
На фізичній карті Литви Cередньолитовська низовина позначена як Lietuvos vidurio žemuma.

Сере́дньолито́вська низовина́ (лит. Vidurio Lietuvos žemuma) — низовина в Литві та Калінінградській області Росії. Більшою своєю частиною належить до центру першої країни і лише південно-західним краєм — до другої. Саме за місцем свого розташування, «посередині Литви», і отримала свою назву. Географічно належить до Східноєвропейської рівнини, витягнута в напрямку з півночі на південь. На півночі переходить у Ризько-Єлгавську низовину, на заході по низов'ям Німана межує з Приморською низовиною. Крім того, із заходу та сходу вона обмежена Жемайтською та Аукштайтською височинами, відповідно.
У найширшій своїй частині ця низовина сягає 100 км. Середні висоти складають 80—90 м над рівнем моря, на півночі вони зменшуються до 50—60 м, а на заході не перевищують 30—40 м. Середньолитовська низовина складена переважно валунними суглинками та озерно-льодовиковими відкладами, на півночі — доломітами. У північній частині вона пересічена мережею улоговин, утворених талими льодовиковими водами. На південному сході переважають озерно-льодовикові та моренні рівнини з відокремленими узвишшями, хоча загалом моренні форми рельєфу їй не властиві. Натомість, Середньолитовській низовині притаманна така форма рельєфу як друмліни.
Середня температура найхолоднішого місяця січня становить –17 °C, середня температура найтеплішого місяця липня складає 17 °C. Середньорічна кількість опадів над цією низовиною коливається від 550 мм у її північній частині до 700 мм на крайньому півдні.
Середньолитовська низовина знаходиться у басейні Німана. Вона має досить густу річкову мережу, більшість її річок із розвинутими долинами. Окрім Німана важливими водними артеріями на цій низовині є Муса, Мемеле, Невежис, Шешупе, Мітува, Няріс, Дубіса, Юра. Озера нечисленні.
На Середньолитовській низовині переважають дерново-глеюваті та дерново-карбонатні ґрунти. Значна її частина розорана, окремі ділянки заболочені, центральна частина дуже лісиста. Ліси цієї низовини утворені здебільшого такими породами дерев як сосна звичайна, ялина європейська, дуб звичайний, граб звичайний, ясен, причому на півночі переважають мішані масиви, а на півдні — листяні. Найвизначнішими деревними масивами є Каршувоський ліс, Казлу-Рудський ліс, Біржайський ліс тощо.